# Sint-Martinuskerk (Worms)
De Sint-Martinuskerk (Duits: St. Martin) is een van de belangrijkste sacrale gebouwen in de binnenstad van Worms. De kerk van het voormalige collegiale stift Sint-Martinus bevindt zich aan het Ludwigsplatz in het noorden van het historische centrum. Het godshuis is gewijd aan de heilige Martinus, die als romeins soldaat in de 4e eeuw bij Worms weigerde de wapens tegen de Germanen op te nemen. Volgens de overlevering zou de kerk zijn gebouwd op de plek van de kerker, waar Martinus wegens zijn gewetensbezwaren in werd opgesloten.

## Geschiedenis
De kerk werd voor het eerst in een schenkingsdocument van keizer Otto III genoemd. Het ottoonse bouwwerk diende als stiftskerk. In de 13e eeuw werd de kerk in laat-romaanse stijl verbouwd en van gewelven voorzien.
Bij de door de Fransen veroorzaakte stadsbrand op 31 mei 1689 tijdens de Paltse successieoorlog werd de Sint-Martinusikerk grotendeels verwoest. Daarbij ging het gehele interieur verloren. De wederopbouw volgde in de stijl van de barok.
Het stift werd in 1802 onteigend, de kerk werd vervolgens een rooms-katholieke parochiekerk
Op 4 oktober 1943 en 21 februari 1945 werd de stad Worms getroffen door zware bombardementen, waarbij ook de Martinuskerk zware beschadigingen opliep. De wederopbouw volgde in 1946-1947 zonder de herbouw van de middeleeuwse voorhal. In de naoorlogse periode werd de kerk voorzien van een nieuwe inrichting. De gebrandschilderde glazen van Heinz Hinsdorf werden in 1967 geplaatst, het altaar van Gustav Nonnenmacher in 1968 en het triomfkruis van Hans Michael Kissel in 1969.
De kerk bezit drie portalen. Het zuidelijke portaal aan het Ludwigsplatz en het noordelijke toegangsportaal, dat tot de binnenhof (vroeger de kruisgang) voert, zijn laatromaans. Het westelijk portaal is vroeggotisch.
In 1996 werd begonnen met de renovatie van de kerk van buiten en het 1000-jarig jubileum gevierd. In 2006 werd door leden van de kerkgemeenschap de Förderverein Sankt Martin Worms opgericht. De vereniging stelt zich ten doel de Sint-Martinuskerk bij het onderhoud financieel te ondersteunen door acties en andere activiteiten. Het eerste concrete doel was het vervangen van het oude niet meer te repareren orgel uit 1972. Op 28 oktober 2012 werd door orgelbouwer Martin Vier uit Friesenheim een nieuw orgel ingewijd met 19 registers.